# Guerras de Verão
Summer Wars (サマーウォーズ, Samā Wōzu), conhecido como Guerras de Verão nos países lusófonos, é um filme japonês de animação de 2009 realizado por Mamoru Hosoda e produzido pelo estúdio Madhouse. O filme passa-se num território governado por um clã em Ueda e retrata a história de Kenji Koiso, um rapaz de 18 anos e prodígio da matemática, que é injustamente acusado de hackear um mundo virtual e, com a ajuda da sua amiga Natsuki Shinohara, tem de impedir que tanto este como o mundo real colidam.

## História
Kenji Koiso é um estudante de liceu com um dom para a matemática que trabalha como moderador em part-time num mundo simulado de realidade virtual chamado OZ, juntamente com o seu amigo Takashi Sakuma. Quando, no início das férias de verão, Natsuki Shinohara, sua amiga, o convida a participar na celebração do 90.º aniversário da sua bisavó, Sakae Jinnouchi, Kenji aceita a oferta e viaja com Natsuki até à sua mansão em Ueda, Nagano. Para sua surpresa, o rapaz é apresentado à família Jinnouchi como o namorado de Natsuki.
Kenji conhece vários membros da família, incluindo Wabisuke Jinnouchi, tio de Natsuki e professor na Universidade Carnegie Mellon. Uma noite, ele recebe um email misterioso com um código matemático. Kenji decifra-o, mas Love Machine, uma inteligência artificial presente no sistema OZ, usa a conta e o avatar de Kenji para causar o pânico, o que torna Kenji no principal suspeito. O rapaz, juntamente com o primo de Natsuki, Kazuma Ikezawa, e Sakuma, tenta deter Love Machine, mas o avatar de Kazuma, King Kazma, é derrotado. Love Machine continua a roubar contas e causa anomalias em sistemas de navegação automóvel e problemas em redes informáticas no mundo real. Kenji é exposto e prontamente detido. Porém, Natsuki incita-o a regressar à residência.
Imaginando a situação como uma espécie de guerra, Sakae telefona para indivíduos em posições importantes na sociedade japonesa e membros da sua família que trabalham em serviços de emergência e encoraja-os a esforçarem-se ao máximo, de modo a reduzir o caos e destruição que pudessem acontecer. Kenji, com as suas capacidades matemáticas, eventualmente consegue entrar no sistema e devolver o controlo de OZ aos moderadores e engenheiros; no entanto, Sakuma conta-lhe que 46 contas haviam sido hackeadas, enquanto que a de Kenji não. Mais tarde, Wabisuke revela que fora ele o criador de Love Machine e que o vendera às Forças Armadas dos Estados Unidos, deixando Natsuki em choque. Na manhã seguinte, Kenji e a família Jinnouchi apressam-se para junto do futon de Sakae, descobrindo que havia falecido devido à Love Machine ter interferido com o seu sistema de monitorização cardíaca. Kenji, Sakuma e parte da família Jinnouchi iniciam um plano para deter Love Machine, com o auxílio de um supercomputador, enquanto Natsuki e os demais preparam um funeral para a matriarca da família.
Com o apoio dos avatares da família Jinnouchi, Kenji e Sakuma armam uma cilada a Love Machine. No entanto, o supercomputador sobreaquece, fazendo com que Love Machine comece a assimilar cada vez mais contas e se torne num imenso botnet. Este altera o curso de Arawashi, um satélite em órbita, para que colidisse numa central nuclear, colisão esta que poderia destruir a vida no planeta. Entretanto, Natsuki descobre um testamento deixado por Sakae. Antes de o ler, pede a Wabisuke que regresse a casa, contando-lhe o que acontecera com a sua bisavó. A família descobre que, no seu testamento, ela lhes pedia que se voltassem a juntar com Wabisuke nas suas vidas. Kenji então compreende que Love Machine vê tudo como um jogo e consegue que a família de Natsuki o acompanhe num jogo de Hanafuda no Cassino de OZ. Lá, reúnem as contas da família numa última tentativa de deter Love Machine. Inicialmente, Natsuki vence diversas rodadas, mas a IA aprende mais sobre o jogo e dá uma volta por cima, deixando quase tudo a perder.
Neste momento, pessoas de todo o mundo que testemunhavam o duelo de Natsuki e os Jinnouchi contra Love Machine decidem juntar as suas contas à aposta de menina. Esta, por fim, consegue vencer. Ainda não derrotada, Love Machine redireciona o satélite Arawashi em direção à mansão Jinnouchi. Kanji, porém com muita dificuldade, hackeia o GPS do satélite diretamente, tentando decifrar um código encriptado de 2056 dígitos. King Kazma é reanimado e assistido por vários avatares da família e destrói Love Machine, enquanto que Kenji ativa o código e redireciona rápidamente Arawashi, que, mesmo assim, colide muito perto da mansão. A onda de choque resultante quase leva a residência consigo, e um géiser entra em erupção nas proximidades. Mais tarde, a família celebra não só a sua vitória, como também o aniversário de Sakae (em vez do seu funeral) e consegue que Natsuki beije Kenji na bochecha.

## Personagens
- Kenji Koiso (小磯 健二, Koiso Kenji) tem 17 anos e é um perito da matemática e um moderador no mundo interativo OZ, junto com o seu amigo Takashi Sakuma. Kenji apresenta algumas dificuldades a lidar com outras pessoas. É convidado pela sua paixão, Natsuki Shinohara, para celebrar o 90.º aniversário de Sakae Jinnouchi. Após receber um código misterioso no seu telemóvel e o descodificar, torna-se um suspeito principal.
- Natsuki Shinohara (篠原 夏希, Shinohara Natsuki), com 18 anos, é uma corajosa estudante de liceu e uma confidente secreta de Kenji. Ela convida-o a conhecer a sua extensa família pelo 90.º aniversário da sua bisavó.
- Kazuma Ikezawa (池沢 佳主馬, Ikezawa Kazuma), de 13 anos, é um primo de Natsuki. O seu avatar é King Kazma, um famoso programa em OZ. Kazuma é também um otaku, que raramente sai do seu quarto e usa os seus talentos para vencer todos os jogos no mundo virtual. Quando não está dentro de casa, ele treina Shaolin quan com o seu avô, Mansuke Jinnouchi.
- Sakae Jinnouchi (陣内 栄, Jinnouchi Sakae), prestes a completar 90 anos, é a bisavó de Natsuki e a chefe indómita da família Jinnouchi. Não obstante a sua idade avançada, ela mantém a sua família unida. Também possui ligações com os mais altos escalões dos círculos político e financeiro.
- Wabisuke Jinnouchi (陣内 侘助, Jinnouchi Wabisuke), com 41 anos, é um perito em informática, professor na Universidade Carnegie Mellon e o tio de Natsuki. É o neto ilegítimo do bisavô de Natsuki, que o chama de "primeiro amor". Mesmo assim, ele foi adotado por Sakae Jinnouchi, que o estima profundamente.
- Takashi Sakuma (佐久間 敬, Sakuma Takashi), de 17 anos, é um amigo próximo de Kenji Koiso e, tal como este, um moderador de OZ.

## Música

### Summer Wars Original Soundtrack
Akihiko Matsumoto compôs a música para Summer Wars. A banda sonora do filme, chamada Summer Wars Original Soundtrack (「サマーウォーズ」 オリジナル・サウンドトラック, Samā Wōzu Orijinaru Saundotorakku, lit. "Banda Sonora Original de Summer Wars"), foi lançada pela VAP a 9 de julho de 2009. Esta permaneceu na tabela Oricon durante quatro semanas e atingiu a posição máxima no número 112.
| N.º            | Título                                                                        | Duração |  |
| 1.             | "OZ, the Virtual City" (Kasō Toshi OZ (仮想都市OZ)                            | 2:53    |  |
| 2.             | "Overture of the Summer Wars"                                                 | 4:41    |  |
| 3.             | "The Jinnouchi Family" (Jinnouchi-ke (陣内家)                                 | 1:39    |  |
| 4.             | "Wabisuke" ((侘助)                                                            | 1:18    |  |
| 5.             | "2056"                                                                        | 1:06    |  |
| 6.             | "Pleasure Criminal" (Yukaihan (愉快犯)                                        | 5:19    |  |
| 7.             | "King Kazma"                                                                  | 3:07    |  |
| 8.             | "Kenji" ((健二)                                                               | 1:02    |  |
| 9.             | "Sakae in Action" (Sakae no Katsuyaku (栄の活躍)                              | 3:09    |  |
| 10.            | "Solidarity of the Jinnouchi Family" (Jinnouchi-ke no Danketsu (陣内家の団結) | 5:38    |  |
| 11.            | "Battle Again" (Sentō Futatabi (戦闘ふたたび)                                 | 3:29    |  |
| 12.            | "Collapse" (Hōkai (崩壊)                                                      | 1:42    |  |
| 13.            | "Letter" (Tegami (手紙)                                                       | 3:30    |  |
| 14.            | "Everyone's Courage" (Minna no Yūki (みんなの勇気)                            | 1:34    |  |
| 15.            | "150 Million Miracles" (Ichi Oku Go Senman no Kiseki (1億5千万の奇跡)         | 3:34    |  |
| 16.            | "The Final Crisis" (Saigo no Kiki (最後の危機)                                | 1:14    |  |
| 17.            | "The Summer Wars"                                                             | 1:53    |  |
| 18.            | "Happy End"                                                                   | 2:17    |  |
| Duração total: | Duração total:                                                                | 49:07   |  |

### Our Summer Dream
A música tema do filme, intitulada Our Summer Dream (僕らの夏の夢, Bokura no Natsu no Yume, lit. "O Nosso Sonho de Verão"), foi escrita e interpretada por Tatsuro Yamashita. Foi lançada pela Warner Music Japan como um maxi single a 19 de agosto de 2009. O single inclui duas outras canções de Yamashita que não possuem ligação com o filme. As duas primeiras canções têm versões karaoke correspondentes, e a terceira canção foi gravada de uma atuação ao vivo. O single atingiu o seu máximo na tabela Oricon na posição 8.
| Our Summer Dream | |         |  |
| N.º              | Título | Duração |  |
| 1.               | "Our Summer Dream" (Bokura no Natsu no Yume (僕らの夏の夢)                                                           | 5:08    |  |
| 2.               | "Muse" (Myūzu (ミューズ)                                                                                             | 4:29    |  |
| 3.               | "Atom's Children (Live Version)" (Atomu no Ko Live Version (アトムの子 Live Version)                                 | 6:26    |  |
| 4.               | "Our Summer Dream (Original Karaoke)" (Bokura no Natsu no Yume Orijinaru Karaoke (僕らの夏の夢 オリジナル・カラオケ) | 5:07    |  |
| 5.               | "Muse (Original Karaoke)" (Myūzu Orijinaru Karaoke (ミューズ オリジナル・カラオケ)                                   | 4:25    |  |
| Duração total:   | Duração total: | 25:34   |  |

## Lançamento

### Promoção
Um grande nível de antecipação rodeava Summer Wars antes do seu lançamento devido ao sucesso de The Girl Who Leapt Through Time. Para aumentar a publicidade, o parceiro de produção Kadokawa Shoten, que lançara The Girl Who Leapt Through Time através da divisão Kadokawa Pictures, promoveu bastante o filme. A adaptação para manga de Iqura Sugimoto apareceu na edição de julho de 2009 na revista Young Ace. O primeiro volume de compilação da obra de Sugimoto foi lançado no Japão a 10 de agosto e surgiu no 23.º lugar na classificação Oricon, vendendo 51 645 cópias. O segundo volume saiu no dia 4 de fevereiro de 2010 e estreou no 12.º lugar, com 53 333 cópias vendidas. Um manga com uma história adicional foi publicada na edição de julho de 2009 da revista Comp Ace.

### Bilheteira
Summer Wars estreou no Japão no dia 1 de agosto de 2009 e ficou na 7.ª posição, conseguindo uma receita equivalente a US$1 338 772 em 127 salas durante o primeiro fim de semana. O filme foi distribuído pela CJ Entertainment na Coreia do Sul, onde estreou em 12 de agosto, no 8.º lugar, e arrecadou o equivalente a $369 156 em 118 cinemas. Na Singapura, a Cathay Organisation lançou Summer Wars a 25 de fevereiro de 2010, que estreou no 17.º lugar com uma receita de $14 660 em 3 salas. A Mighty Media lançou o filme em Taiwan a 4 de junho de 2010. Em França, o seu lançamento deu-se pela Eurozoom no dia 9 de junho de 2010. Na Otakon 2010, a distribuidora americana de anime Funimation Entertainment anunciou ter adquirido os direitos de Summer Wars. Este recebeu um lançamento limitado nos cinemas, com início em 3 de dezembro de 2010 no Gene Siskel Film Center. Durante a exibição do filme nos Estados Unidos, este arrecadou $1412 no fim de semana de abertura. À data de 6 de fevereiro de 2011, o filme havia conseguido um lucro de $78 182.

### Exibições em festivais de cinema
Summer Wars teve o seu lançamento norte-americano em 26 de fevereiro de 2010 no evento de abertura do Festival Internacional de Cinema Infantil de Nova Iorque, com a presença do realizador Mamoru Hosoda. Com o auxílio de um tradutor, Hosoda respondeu às questões do público após a projeção do filme. Seguidamente, Hosoda e um produtor estiveram presentes no Comparative Media Studies Program do Instituto de Tecnologia de Massachusetts no dia 1 de março de 2010, onde ofereceram uma exibição pública e gratuita e responderam a mais perguntas. Houve, inclusive, uma exibição em Portugal, no Festival Internacional de Cinema Independente IndieLisboa, nos dias 28 de abril e 2 de maio de 2010. A exibição de estreia na Austrália ocorreu a 14 de junho de 2010 como parte do Festival de Cinema de Sydney, tendo também passado no Festival Internacional de Cinema de Melbourne no dia 8 de agosto seguinte. Em Inglaterra, o Festival Internacional de Cinema de Leeds exibiu o filme em 20 de novembro de 2009. A versão dobrada em inglês estreou no Festival Internacional de Cinema Infantil de Nova Iorque no dia 20 de novembro de 2010.

## Recepção

### Premiações
Summer Wars foi o primeiro filme de animação japonesa a ser exibido no Festival Internacional de Cinema de Locarno, na Suíça, onde foi nomeado para o prémio Golden Leopard de 2009. O filme teve a sua estreia internacional na celebração de manga do festival, tendo sido homenageado pelo seu impacto no mundo da animação. Embora não tendo ganho o prémio, o jornal suíço Tribune de Genève declarou-o "de longe, o melhor filme que encontrámos" e afirmou que a película teria sido a vencedora mais lógica, dado o tema do festival. O filme foi passado no Festival de Cinema de Sitges na categoria Oficial Fantàstic Panorama, onde venceu o Prémio Gertie para Melhor Longa-Metragem Animada. The Girl Who Leapt Through Time ganhara o mesmo prémio nesse festival três anos antes e fora considerado pelos críticos o mais prestigiado filme de fantasia. Summer Wars recebeu um prémio do Ministério Japonês da Economia, do Comércio e da Indústria no dia 24 de outubro de 2009 na Associação de Conteúdo Digital da convenção anual japonesa. O filme foi projetado no Festival de Cinema Asiático de Hong Kong e no Festival Internacional de Cinema de Leeds. Summer Wars também foi nomeado (mas não venceu) para Melhor Longa-Metragem Animada nos Asia Pacific Screen Awards. O filme foi galardoado com o Grande Prémio da Animação no 13.º Japan Media Arts Festival. The Girl Who Leapt Through Time, de Hosoda, havia ganho o mesmo prémio em 2006. Summer Wars ganhou um Prémio de Excelência na Animação, juntamente com outros quatro filmes, nos 33.ºs Japan Academy Prizes. O Prémio de Excelência funciona automaticamente como uma nomeação para o prémio de Animação do Ano, categoria em que venceu, na cerimónia final de 5 de março de 2010. O filme passou no 60.º Festival Internacional de Cinema de Berlim em fevereiro, como parte do programa Generation 14plus. Summer Wars venceu o Prémio do Público para Melhor Longa Animada no Festival Internacional de Cinema de Anaheim. A Funimation, juntamente com a GKIDS, submeteram o filme para o prémio de Melhor Filme de Animação dos Óscares de 2011, mas este não conseguiu a nomeação. Hosoda recebeu uma nomeação para os Annie Awards como Melhor Realizador, tornando-se o primeiro japonês além de Hayao Miyazaki e Joe Hisashi, compositor do Studio Ghibli, a ser nomeado para uma categoria Annie individual desde 2004.

### Vendas
O filme foi lançado no Japão no dia 3 de março de 2010 em DVD e Blu-ray. Na sua primeira semana, Summer Wars tornou-se o Blu-ray de anime mais vendido naquele país, com 54 000 cópias vendidas, ultrapassando o recordista anterior, Evangelion: 1.0 You Are (Not) Alone. Atualmente, é a segunda melhor estreia japonesa em Blu-ray, atrás de Michael Jackson's This Is It. Porém, com base nas pré-vendas, esperava-se que o filme fosse eclipsado em vendas por Evangelion: 2.0 You Can (Not) Advance, após o seu lançamento em maio. Além disso, Summer Wars chegou ao topo das listas Oricon de DVDs de Animação com 55 375 vendas na sua primeira semana. A edição Blu-ray japonesa do filme foi nomeada para o Prémio de Maior Interatividade do Digital Entertainment Group Japan.
A distribuidora britânica Manga Entertainment anunciou, em janeiro de 2010, que adquirira a licença para Summer Wars no Reino Unido, e está previsto um lançamento em DVD e Blu-ray em março de 2011. Na América do Norte, a Funimation Entertainment lançou ambas as edições de Summer Wars no dia 15 de fevereiro de 2011. Em França, os mesmos formatos foram lançados em 26 de novembro de 2010 pela Kazé.